# 임태훈 (야구 선수)
임태훈(林泰勳, 1988년 9월 28일 ~ )은 대한민국의 야구 선수로 전 한국 프로 야구 두산 베어스의 투수이다.

## 2007년신인왕
2007년 신인왕 투표에서 김현수(9표, 두산 베어스)와 조용훈(3표, 현대 유니콘스)을 제치고, 79표를 따내 신인왕의 자리에 등극했다.

## 2008년 하계 올림픽
베이징 올림픽 대한민국 야구 국가대표팀에 발탁되었다. 하지만 팬들로부터 반발이 심한데다가, 쿠바와 치른 평가전에서 좋은 인상을 보여 주지 못해 베이징 행 직전에 윤석민으로 교체되면서 대표팀에서 탈락하였다.

## 제2회 월드 베이스볼 클래식
2009년 월드 베이스볼 클래식 예비 엔트리로 발탁이 되었으나 최종 엔트리에서 탈락했다. 그러나 요미우리와의 연습경기에서 황두성이 알렉스 라미레스에게 홈런을 맞는 것을 포함해 컨디션 난조를 보이자 2009년 3월 4일 황두성의 자리를 임태훈이 맡는 것으로 결정되어 국가대표팀 투수로 합류하게 되었다. 월드 베이스볼 클래식은 병역 특례를 주지 않아 병역 혜택을 받지 못했다.

## 2010년 아시안 게임
2010년 선발로 많이 등판하였고 아시안 게임 예비 명단에도 들어갔으나, 그 해 피홈런을 많이 당하여 최종 명단에서 또 다시 빠졌다. 그러나 그 해 선발된 김광현이 광저우행 직전 갑작스러운 안면 마비 증세를 보여 낙마하였다. 차우찬 등이 김광현을 대신한다는 설이 있었으나, 결국 예비 명단에 있었던 임태훈이 김광현을 대신하여 다시 국가대표팀에 합류했다. 2010년 11월 14일 홍콩전에 선발 등판하여 콜드승을 거두었고, 아시안 게임 금메달로 병역 문제를 해결하였다.

## 2010년 시즌과 프로 데뷔 후 첫 선발승
2007년 데뷔 후 2009년까지 3년간 구원투수로 24승 11세이브 47홀드로 활약, 평균자책점 2.93을 기록하였던 임태훈은 2010년 5월 9일, 부산 사직 야구장 롯데 자이언츠와의 경기에서 정규 시즌 처음으로 선발로 등판하게 된다. 이날 임태훈은 5이닝 3피안타 1볼넷 4탈삼진 1실점을 기록, 프로 데뷔 후 첫 선발승을 거둔다. 2010 시즌에 9승 11패를 하며 기대에 미치지 못하는 기록을 남겼다. 포스트 시즌에는 음주 운전으로 엔트리에 오르지 못한 이용찬을 대신하여 마무리로 등판했다.

## 2011년시즌과 스캔들
시즌 초반 7세이브를 기록하며 오승환과 세이브 경쟁에 돌입했으나 이후 스캔들로 급격히 무너지기 시작했다. 故 송지선 아나운서의 싸이월드에 임태훈과의 교제 사실, 그리고 임태훈에 의한 일방적 결별통보 등등에 관한 글이 올라왔고 송지선 아나운서가 트위터에는 자살을 암시하는 글을 쓰기도 해서 사건이 일파만파로 퍼졌다. 故 송지선 아나운서는 자신의 미니홈피의 글이 해킹당한 것이라고 해명했지만 사건에 관한 소문은 급속도로 퍼졌다. 스캔들이 퍼지기 시작한 뒤 처음 등판한 5월 7일 롯데와의 경기에서는 1점차 리드를 지키지 못하였다. 결국 임태훈은 2군행을 통보받았고 두산은 집단 마무리 체제를 가동했다. 훗날 1군으로 복귀하여 호투를 펼쳤으나 송지선 아나운서가 자살하는 사건이 벌어지고 두산 베어스 사이트가 마비되는 등 분위기가 최악으로 치닫자 임태훈은 다시 2군으로 떨어졌다. 사회적 파장으로 나서지 못하는 사이 2011년 6월 23일 그는 잠시 논산시 육군훈련소에 입소하여 2010년 아시안 게임 금메달 병역 특례에 따른 4주간의 군사 훈련을 마무리하고 병역을 마쳤다. 군사 훈련 종료 후 2군에 합류했고 9월 17일 롯데 자이언츠전을 통해 1군에 복귀했지만 그 해 두산 베어스는 임태훈의 스캔들 이후 잇따른 주전들의 부상까지 겹쳐 포스트 시즌 진출에 실패했다. 이후 선발로 다시 돌아왔지만 부상을 당해 노경은과 자리를 맞바꾸었다.

## 자진 임의탈퇴 요청
2015년 6월 25일 본인의 요청으로 인해 임의탈퇴되었고, 사실상의 은퇴 수순을 밟았다.
2016년까지 경기 출장이 불가능하다.

## 일본 독립리그로 진출
2015년 8월 14일 일본 독립리그인 BC리그 소속 후쿠이 미라클 엘리펀츠(福井ミラクルエレファンツ)팀에 입단하였다. 등번호는 32번이다.
2018년 10월24일에 방출되었다.

## 수상 경력
- 2007년 한국프로야구 신인왕

## 출신 학교
- 서울역삼초등학교
- 이수중학교
- 서울고등학교

## 시즌 기록
| 연도 | 팀명  | 평균자책점 | 경기 | 완투 | 완봉 | 승 | 패 | 세 | 홀 | 승률  | 타자 | 이닝    | 피안타 | 피홈런 | 볼넷 | 사구 | 탈삼진 | 실점 | 자책점 | 비고                           |
| ---- | ----- | ---------- | ---- | ---- | ---- | -- | -- | -- | -- | ----- | ---- | ------- | ------ | ------ | ---- | ---- | ------ | ---- | ------ | ------------------------------ |
| 2007 | 두산  | 2.40       | 64   | 0    | 0    | 7  | 3  | 1  | 20 | 0.700 | 416  | 101 1/3 | 77     | 2      | 36   | 5    | 93     | 28   | 27     | 신인왕                         |
| 2008 | 두산  | 3.41       | 57   | 0    | 0    | 6  | 5  | 6  | 14 | 0.545 | 354  | 87      | 69     | 6      | 28   | 0    | 83     | 34   | 33     |                                |
| 2009 | 두산  | 3.06       | 58   | 0    | 0    | 11 | 5  | 4  | 13 | 0.688 | 353  | 88 1/3  | 67     | 3      | 24   | 3    | 85     | 30   | 30     | 월드 베이스볼 클래식 대표 선수 |
| 2010 | 두산  | 5.30       | 36   | 0    | 0    | 9  | 11 | 1  | 1  | 0.450 | 578  | 130 2/3 | 134    | 27     | 47   | 12   | 103    | 83   | 77     | 광저우 아시안 게임 대표 선수   |
| 2011 | 두산  | 3.79       | 19   | 0    | 0    | 1  | 1  | 7  | 0  | 0.500 | 79   | 19      | 16     | 3      | 7    | 1    | 13     | 8    | 8      |                                |
| 2012 | 두산  | 4.65       | 22   | 0    | 0    | 4  | 4  | 0  | 3  | 0.500 | 232  | 50 1/3  | 53     | 5      | 36   | 1    | 33     | 30   | 26     |                                |
| 2013 | 두산  | 11.32      | 9    | 0    | 0    | 1  | 1  | 0  | 0  | 0.500 | 60   | 10 1/3  | 18     | 1      | 11   | 0    | 13     | 13   | 13     |                                |
| 2014 | 두산  | 9.82       | 6    | 0    | 0    | 0  | 0  | 0  | 1  | 0.000 | 25   | 3 2/3   | 7      | 0      | 6    | 1    | 4      | 4    | 4      |                                |
| 통산 | 8시즌 | 4.00       | 271  | 0    | 0    | 39 | 30 | 19 | 52 | 0.565 | 2097 | 490 2/3 | 441    | 47     | 195  | 23   | 427    | 230  | 218    |                                |